# Stéphanie Harvey
Pour les articles homonymes, voir Harvey.
Stéphanie Harvey (née le 19 avril 1986), également connue sous le pseudo missharvey, est une développeuse de jeux vidéo et joueuse professionnelle de jeux vidéo. Elle est connue pour sa carrière de joueuse de Counter-Strike et Counter-Strike: Global Offensive et sa victoire à cinq championnats du monde,. Elle est sponsorisée par l'équipe Counter Logic Gaming Red.
En parallèle de sa carrière esportive, Harvey est conceptrice de jeux vidéo au sein du studio Ubisoft Montréal. Elle milite activement contre le sexisme au sein de la communauté du jeu vidéo de compétition, co-fondant l'organisation Missclicks pour répondre à la sous-représentation des femmes dans les cultures geek et jeu vidéo,.
En décembre 2016, elle remporte la troisième saison de Canada's Smartest Person.
Le 10 avril 2022, elle remporte la deuxième saison de Big Brother Célébrités Québec. Elle a aussi participé à la cinquième saison de Big Brother Célébrités en 2025, pour l'édition des "Champions versus recrues". Elle a été évincée à la deuxième semaine de cette cinquième saison. 

## Carrière e-sportive
Harvey commence sa carrière professionnelle sur Counter-Strike. En 2005, elle intègre l'équipe CheckSix Divas et se place 5e à l'Electronic Sports World Cup (ESWC). Elle rejoint ensuite l'équipe SK Ladies, avec qui elle joue pendant quatre ans et remporte deux championnats du monde.
En 2011 Harvey fonde une nouvelle équipe de Counter-Strike, UBINITED, sponsorisée par son employeur Ubisoft. L'équipe remporte l'événement féminin de l'ESWC 2011. L'année suivante, l'équipe se met à CS:GO et gagne à nouveau le championnat du monde. En 2015, l'équipe est rachetée par Counter Logic Gaming et devient CLG.CS Red, gagnant un troisième championnat du monde,. En 2016, CLG.CS devient la première équipe féminine à emménager dans une gaming house, et commence à participer à plus d'événements masculins.
Elle met fin à sa carrière de joueuse en 2019 et travaille à temps plein pour la société californienne de e-sport, Counter Logic Gaming (en).

## Activisme
Harvey s'élève publiquement contre le sexisme et la discrimination par le genre dans le monde du sport électronique. Elle souligne que moins de 5 % des joueurs professionnels sont des femmes, qu'il existe une inégalité de revenus non négligeable dans le domaine, et que les joueuses endurent régulièrement des abus verbaux et du harcèlement sexuel :

« Quand j'ai commencé le jeu vidéo, j'étais vraiment une des premières, je ne le savais pas à l'époque, et ce n'était pas facile... Sur Internet, les gens n'ont pas à gérer les conséquences d'avoir insulté quelqu'un d'autre. Ils ne voient pas qu'ils ont blessé quelqu'un. Il m'a fallu une carapace solide pour réussir. »

— Harvey, Interview pour The Surge, 2015 
En 2016, aux côtés des joueuses professionnelles Anna Prosser Robinson, Geneviève Forget et Stephanie Powell, Harvey fonde Missclicks, une communauté en ligne et un safe space dédié au combat anti-sexiste via la mise en avant des meilleures joueuses,.
Après avoir gagné la troisième saison de Canada's Smartest Person en décembre 2016, Harvey choisit de reverser ses 20 000 $ de récompense à Opération Enfant Soleil, une organisation caritative  qui soutient les soins pédiatriques au Québec,.